# Berufsgenossenschaft Metall Nord Süd
Die Berufsgenossenschaft Metall Nord Süd (BGM) war eine gewerbliche Berufsgenossenschaft und Träger der gesetzlichen Unfallversicherung für etwa 95.000 Betriebe und etwa 2,6 Millionen Beschäftigte in fünfzehn Bundesländern. Sie bestand vom 30. März 2007 bis zum 31. Dezember 2010. Am 1. Januar 2011 fusionierte sie mit drei anderen Berufsgenossenschaften zur Berufsgenossenschaft Holz und Metall.

## Aufgaben
Aufgabe der Berufsgenossenschaft war es, mit allen geeigneten Mitteln für die Verhütung von Arbeitsunfällen, Berufskrankheiten und arbeitsbedingten Gesundheitsgefahren sowie für eine wirksame Erste Hilfe zu sorgen. Nach Eintritt eines Arbeitsunfalls oder einer Berufskrankheit hatte sie die Gesundheit und die Leistungsfähigkeit der Versicherten  mit allen geeigneten Mitteln wiederherzustellen und die Versicherten oder deren Hinterbliebene durch Geldleistungen zu entschädigen.

## Organisation und Zuständigkeit
Die BG Metall Nord Süd war eine rechtsfähige bundesunmittelbare Körperschaft des öffentlichen Rechts mit Selbstverwaltung. Ihr Hauptsitz war in Mainz mit Nebenstellen in Hannover und Stuttgart. Regional war die BG Metall Nord Süd mit Bezirksverwaltungen in Bremen, Berlin, Erfurt, Hamburg, Hannover, Mainz, München, Nürnberg und Stuttgart vertreten. Außenstellen waren in Bad Hersfeld, Chemnitz, Freiburg, Rostock, Saarbrücken und Traunstein. In Bad Bevensen, Bad Wilsnack, Lengfurt und Sennfeld betrieb sie Schulungseinrichtungen. Die BG Metall Nord Süd beschäftigte etwa zweitausend Mitarbeiter. 
Die Berufsgenossenschaft war sachlich zuständig für Unternehmen, die Eisen, Stahl, Metall und Edelmetall erzeugen oder Eisen, Stahl, Metall, Edelmetall, Edelsteine, Halbedelsteine und Kunststoff als Hauptmaterial be- oder verarbeiten oder Produkte daraus herstellen. Zu den Mitgliedsunternehmen der Berufsgenossenschaft gehörten Volkswagen, Daimler, BMW, Audi, Arcelor Mittal, die Salzgitter AG, die Howaldtswerke-Deutsche Werft, die Papenburger Meyer Werft, Märklin und die Württembergische Metallwarenfabrik WMF.
Die örtliche Zuständigkeit der BG Metall Nord Süd erstreckte sich auf die Länder Baden-Württemberg, Bayern, Berlin, Brandenburg, Bremen, Hamburg, Hessen, Mecklenburg-Vorpommern, Niedersachsen, Saarland, Schleswig-Holstein und Thüringen sowie auf Teile der Länder Nordrhein-Westfalen, Rheinland-Pfalz und Sachsen.

## Geschichte
Die BG Metall Nord Süd war am 30. März 2007 durch Fusion der Norddeutschen Metall-Berufsgenossenschaft (Hannover) und der Berufsgenossenschaft Metall Süd (Mainz) entstanden.
Die Norddeutsche Metall-BG war 1885 als Nordwestliche Eisen- und Stahl-Berufsgenossenschaft gegründet worden.
Die BG Metall Süd war 2005 durch Zusammenschluss der Süddeutschen Metall-Berufsgenossenschaft (Mainz) und der Edel- und Unedelmetall-Berufsgenossenschaft (Stuttgart) entstanden. Die Süddeutsche Metall-BG war im Jahre 1885 als Süddeutsche Eisen- und Stahl-Berufsgenossenschaft gegründet worden. Sie hatte sich im Jahre 1993 im Rahmen der Ost-Erweiterung (Gründung der Bezirksverwaltung Erfurt) umbenannt.
Die BG Metall Nord Süd bildete gemeinsam mit der Maschinenbau- und Metall-Berufsgenossenschaft (Düsseldorf) und der Hütten- und Walzwerks-Berufsgenossenschaft (Düsseldorf) die Vereinigung der Metall-Berufsgenossenschaften. Zum 1. Januar 2011 schlossen sich diese drei Berufsgenossenschaften und die Holz-Berufsgenossenschaft zur Berufsgenossenschaft Holz und Metall zusammen.